# 合味道

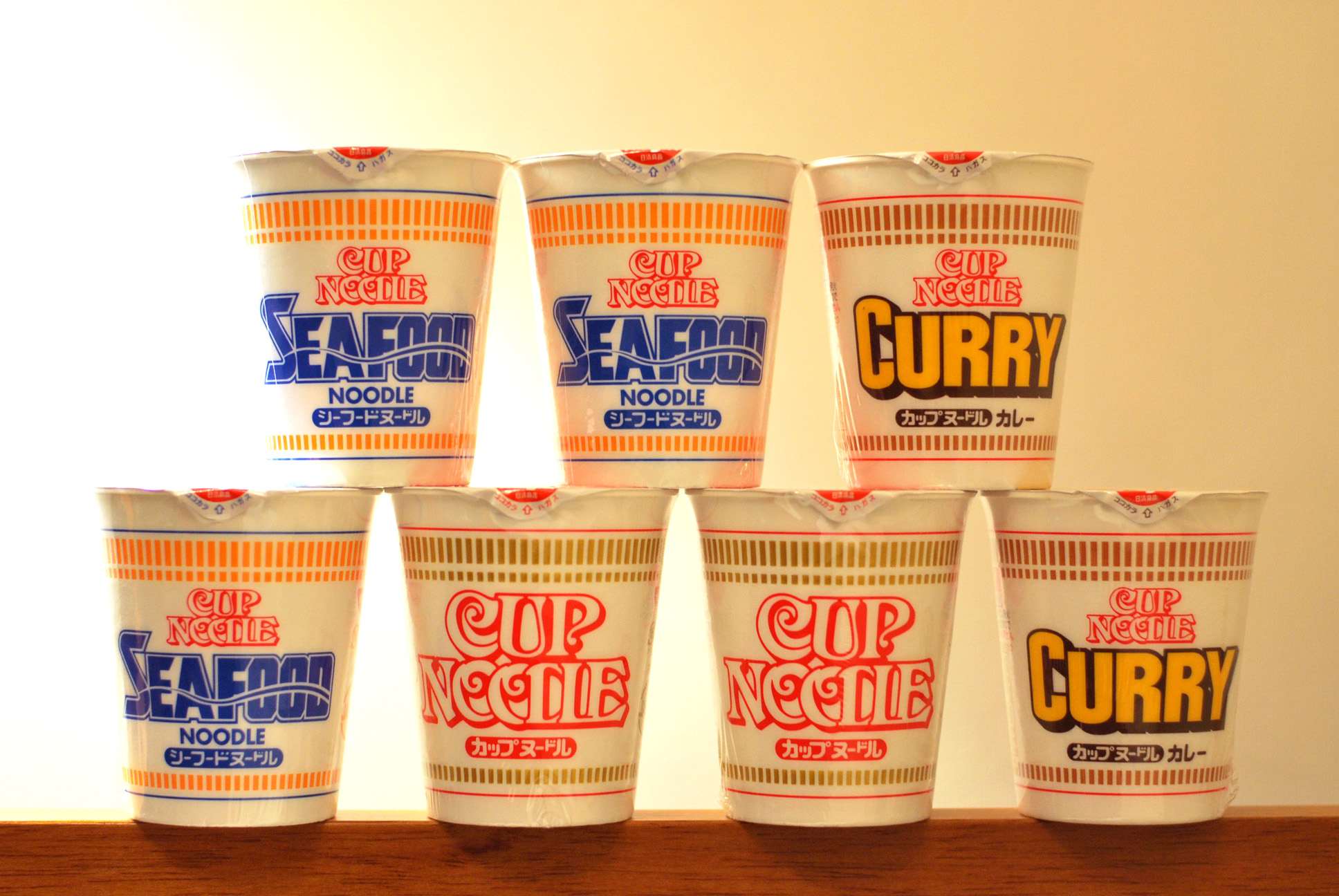
三種日本市場銷售的不同口味版本（海鮮、原味與咖哩）合味道杯麵。

合味道（日語：カップヌードル），是日本日清食品的杯麵品牌，於1971年9月18日開始發售，為世界上首款杯麵。

## 概要

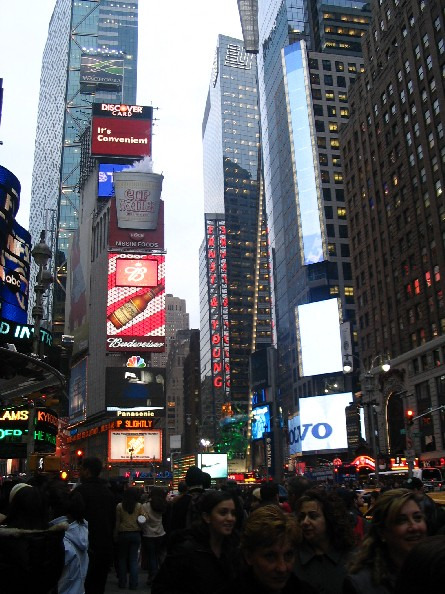
合味道在纽约时代广场的广告

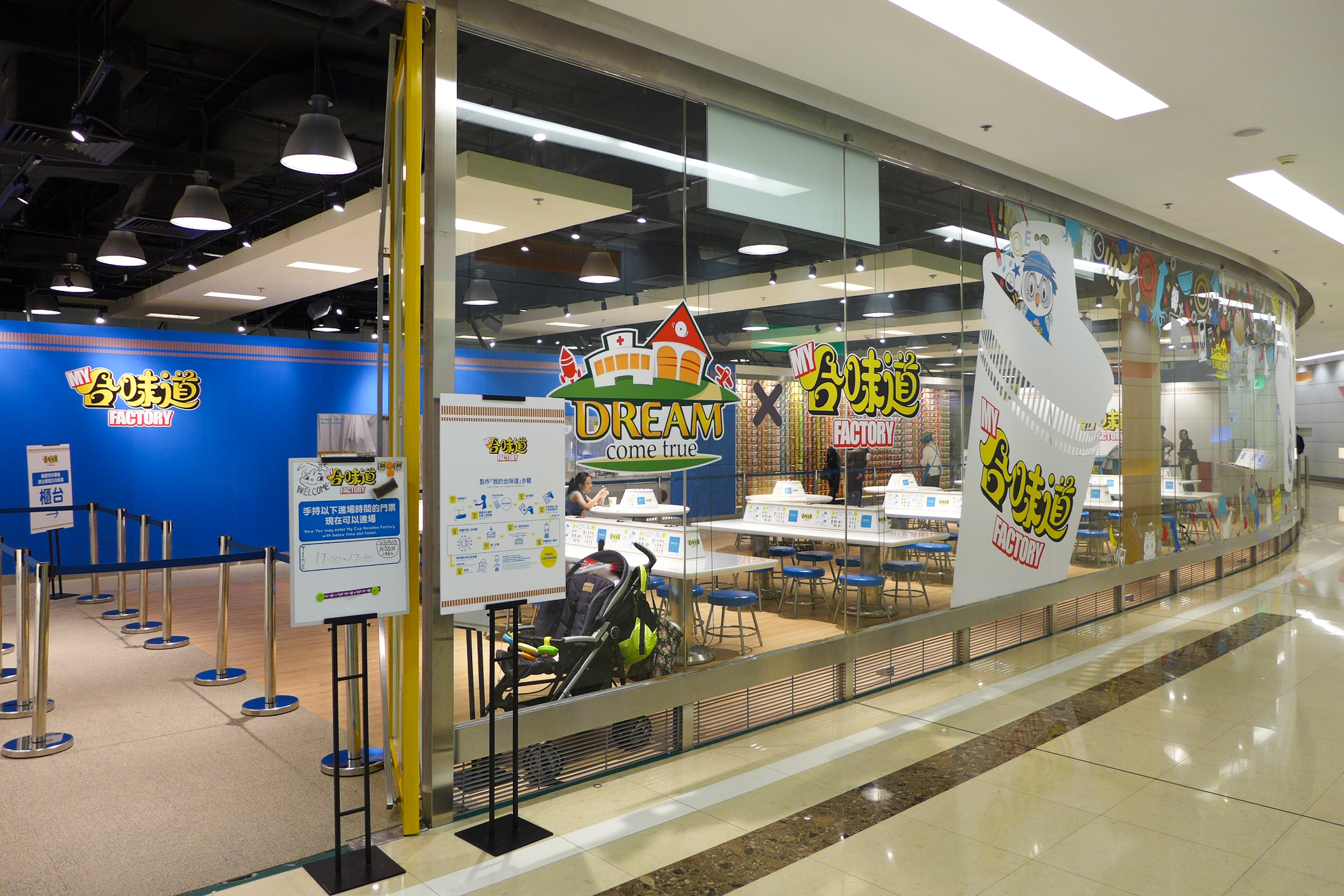
位於香港國際機場二號客運大樓翔天廊日清展覽館

合味道最初因價格較高而鮮有人購買，多在需要夜間執勤的單位（如警察署、消防署和自衛隊）販賣。合味道發售翌年（1972年）2月，聯合赤軍發動淺間山莊事件，警視廳機動隊在零下十五度的氣溫下遇到山下送上來的食物凍結无法食用的問題，警方只得向機動隊員發放此杯麵。警察食用此杯麵的鏡頭在電視轉播中出現後竟意外地產生病毒式宣傳的效果，合味道的公眾認知度由此提高。
合味道在世界各地都非常暢銷，在日本有不同尺寸的杯麵發售，例如:「Mini」及「BIG」等。食用方法是以熱水注入裝有扁小麵條及以「凍結乾燥法」的湯粉的杯中。麵杯最初為發泡聚苯乙烯材質，日本國內2008年4月起改為經發泡聚乙烯隔熱塗層加工的紙杯（通稱環保杯），其他地區亦有跟進。
其後雖然有多間製造商發售同類型的食品，但因合味道是世界上第一款杯麵，所以在顧客心目中佔一席位。至2011年，全球80個國家累積消費超過310億杯。
在日本國內使用「CUP NOODLE」為英文名稱，而日本國外則使用「CUP NOODLES」，華語地區称为「合味道」。中国大陆部分地区曾经称为「开杯乐」，现已改名。當初在美國開始發售時使用「CUP O'NOODLES」為名稱（CUP OF NOODLES之意）。

## 廣告
合味道在日本電視廣告上投入大量資源，這些宣傳片已超越宣傳商品的本來目的，而對收看者傳達更多的訊息，故其頗受歡迎。

### 日本廣告代言人
- 上戸彩
- 永瀬正敏
- 中山忍
- 阿諾·施瓦辛格
- 詹姆士·布朗
- 施丹
- 曉域
- 木村拓哉
- AKB48

### 中國大陆廣告代言人
- 銀魂[4][5]

### 香港廣告代言人
- 謝霆鋒(2000年 - 2001年)
- Twins(2002年,2004年,2006年,2015年,2016年)
- Boy'z(2003年)
- 古巨基(2009年,2014年)
- Middo (ミドー)、(Kappu カップ)[6][7]

### 日本廣告主題曲
- （大澤譽志幸）
- （HOUND DOG）
- （中村ayumi）
- （鈴木雅之）
- （遊佐未森）
- （CHAGE and ASKA）
- （布袋寅泰）
- （The Platters）
- （宇多田光）
- （宇多田光）
- （尾崎豊）

### 香港廣告主題曲
- 「ICHIBAN興奮」（Twins）
- 「周星呢」（古巨基）

## 產品種類

### 香港
- 合味道杯麵 海鮮 (細杯、中杯、大杯、樂怡)
- 合味道杯麵 什錦 (中杯)
- 合味道杯麵 鮮蝦番茄 (中杯)
- 合味道杯麵 雞肉 (中杯)
- 合味道杯麵 鮮蝦 (中杯)
- 合味道杯麵 蟹柳 (中杯)
- 合味道杯麵 冬陰功 (中杯) (於2014年8月18日推出)
- 合味道杯麵 咖喱海鮮 (中杯、大杯)
- 合味道杯麵 五香牛肉 (中杯、大杯)
- 合味道杯麵 香辣牛肉 (中杯)
- 合味道杯麵 香辣海鮮 (細杯、中杯、大杯、樂怡)
- 合味道杯麵 XO醬海鮮 (中杯、大杯)
- 合味道杯麵 牛奶海鮮味 (中杯)
- 合味道杯麵 豬骨濃湯味 (中杯、大杯)
- 合味道杯麵 芝士咖喱味 (大杯)
- 合味道杯麵 新加坡風味 辣椒蟹味 （中杯）
- 合味道杯麵 新加坡風味 黑椒蟹味 （中杯）
- 合味道杯麵 叻沙味 (中杯)
- 合味道杯麵 鮮蝦鹽味 (中杯)
- 合味道杯麵 鮮蝦味噌味 (中杯)
- 合味道杯麵 辣番茄海鮮味 (樂怡)
- 合味道杯麵 豆乳野菜湯味 (樂怡)
- 合味道杯麵 法式龍蝦湯味 (中杯)
- 合味道杯麵 周打蜆湯味 (中杯)
- 合味道杯麵 極辛海鮮味 (大杯)
- 合味道杯麵 極辛豬骨湯味 (大杯)
- 合味道杯麵 辣番茄味 (大杯)
- 合味道杯麵 鮮蝦番茄濃湯味 (中杯)
- 合味道杯麵 泡菜海鮮鍋味 (大杯)
- 合味道杯麵 泡菜豚肉鍋味 (大杯)

### 中国大陆
- 合味道 蝦仁風味 (中杯)
- 合味道 海鮮風味 (小杯 中杯 大杯)
- 合味道 五香牛肉風味 (小杯 中杯 大杯)
- 合味道 咖哩牛肉風味 (中杯)
- 合味道 豬骨濃湯風味 (小杯 中杯 大杯)
- 合味道 香辣牛肉風味 (中杯)
- 合味道 麻辣牛肉風味 (中杯)
- 合味道 XO醬海鮮風味 (中杯 大杯)
- 合味道 香辣海鮮風味 (中杯)
- 合味道 香菇雞肉風味 (中杯)
- 合味道 香濃叉燒風味 (中杯)
- 合味道 咖哩海鮮風味 (中杯)
- 合味道 意大利牛肉風味 (中杯)
- 合味道 冬阴功风味  (中杯)

### 日本
- 合味道 原味 (輕怡,小杯,中杯,大杯,勁量杯)
- 合味道 咖哩味 (小杯,中杯,大杯)
- 合味道 海鮮味 (輕怡,小杯,中杯,大杯,勁量杯)
- 合味道 鹽味 (中杯)
- 合味道 香辣蕃茄味 (中杯,大杯)
- 合味道 咖哩芝士味 (中杯)
- 合味道 牛奶海鮮味 (中杯)
- 合味道 抺茶 (中杯)
- 合味道 蕃茄芝士味 (中杯)
- 合味道 大蒜蛋黃牛尾湯味 (中杯)
- 合味道 魚翅湯味 (中杯)
- 合味道 味噌薑味(大杯)
- 合味道 野菜香蒜(意粉)
- 合味道 肉醬(意粉)
- 合味道 和風鱈魚子(意粉)

## 外部連結
- カップヌードル｜CUPNOODLE （页面存档备份，存于）
- 合味道的X（前Twitter）
- 合味道的Facebook專頁
- 合味道的Instagram帳戶
- YouTube上的合味道播放列表